# Língua chócue
O Chócue ou quioco (Côkwe, pronunciado tchócuè) é um idioma africano e uma das principais línguas nacionais de Angola, tendo o Instituto de Línguas Nacionais de Angola fixado normas ortográficas para a sua melhor divulgação e utilização.

## Localização e disseminação
O chócue é falado por mais de 456 000 habitantes angolanos, localizados no Nordeste, Sul e Norte da Lunda, no leste do Bié, a oeste do Moxico, na região central do Cuando Cubango, no Cunene e em Malanje. Em Luanda, a capital, é mais falado no Município de Viana. Também  é falado na República Democrática do Congo e na Zâmbia.

## Nomes alternativos
O chócue tem vários nomes alternativos, sendo também conhecido, além de pela forma vernácula Côkwe, por Chokwe, Ciokwe, Djok, Kioko, Quioco, Tchokwê, Shioko, Tchocué, Tshokwe e Tschiokloe.

## Dialectos
São conhecidos três dialectos do chócue: o minungo, o ulanda e o ukhongo.

## Expressões
- musono unapema - (hoje estás bom)
- mbungue - (coração)
- tweya - (vem)
- mutu - (pessoa)
- chimene-chipema - (bom dia)
- chindele - (branco)
- katapi - (amendoim)
- chingahi? - (quanto custa?)
- samanhonga - (pensador)
- ishimo - (provérbios)
- muanapwo - (mulher jovem)
- mbolo - (pão)
- ua - (toma)
- landa kanawa- (compra bem)
- Silêncio - (zungo)
- Jesus - (Yesu)
- Igreja- (Tambele)